# Лио-Сидарвил (Индијана)
Лио-Сидарвил (енгл. Leo-Cedarville) град је у америчкој савезној држави Индијана.

## Демографија
По попису из 2010. године број становника је 3.603, што је 821 (29,5%) становника више него 2000. године.
| Група             | 2000.         | 2010.         |
| Белци             | 2.705 (97,2%) | 3.468 (96,3%) |
| Афроамериканци    | 2 (0,1%)      | 3 (0,1%)      |
| Азијати           | 11 (0,4%)     | 29 (0,8%)     |
| Хиспаноамериканци | 29 (1,0%)     | 59 (1,6%)     |
| Укупно            | 2.782         | 3.603         |